# Félix Trombe
Félix Trombe (Nogent-sur-Marne, 19 de marzo de 1906 - Ganties, 1985) fue un químico, físico y espeleólogo francés, pionero de la utilización de la energía solar en Francia.

## Biografía
Félix Trombe pasó su infancia en Ganties, un pequeño pueblo de Alto Garona, en los Pirineos Centrales. Obtuvo el título de ingeniero químico en 1928 en el Instituto de Química de París (École nationale supérieure de chimie de París). Durante su tesis en 1930, estudió las propiedades de los metales de la serie química de los lantánidos.
Poco tiempo después fue nombrado director del laboratorio Georges Urbain dedicado al estudio de estos metales del Centre national de la recherche scientifique (C.N.R.S.), cargo que desempeñó durante más de 24 años seguidos.
Trombe es conocido sobre todo por sus trabajos e investigaciones sobre altas temperaturas vinculadas a la energía solar. Dirigió en 1949 la creación, en Mont-Louis, de un prototipo de horno solar de una potencia de 50 kW y posteriormente del gran horno de 1000 kW de Odeillo.
En el ámbito del ahorro de energía y la ayuda a los países en vías de desarrollo, Félix Trombe estudió otras formas de explotación de la energía solar pasiva. Ejemplo de ello fue, que junto con Jacques Michel, implementaró el uso una pared formada por un bloque de hormigón que acumula la radiación solar del día y la va liberando durante la noche para efectos de calentamiento en habitaciones ( una invención de Edward Morse). Debido a la popularización que se le dio a este sistema por parte de Trombe y Michel, se le denomina actualmente muro Trombe-Michel o simplemente muro Trombe.
Trombe escribió en cerca de 300 publicaciones científicas y numerosos contratos y patentes, además de organizar numerosos coloquios internacionales en este ámbito.
Paralelamente, formó parte de la comisión de espeleología del Centre national de la recherche scientifique (C.N.R.S.), de la del Comité Nacional Francés de Geodesia y Geofísica y fue durante 6 años el presidente del Club Espeleológico de París.
Del 6 al 12 de agosto de 1947, participó en las exploraciones del río subterráneo de Padirac con Guy de Lavaur; en 1947, dirigió las operaciones de exploración de la gruta del Henne Morte (Red Félix Trombe) con el apoyo de militares que le ayudaban a instalar cables eléctricos. El 31 de agosto la expedición consiguió alcanzar el fondo del pozo, 446 metros de profundidad, marcando un récord en Francia. 
La red Félix Trombe es uno de los mayores complejos subterráneos en Francia con treinta y tres pozos sin fondo conectados sobre un desnivel total de 1.018 metros.

## Distinciones
- Croix de guerre 1939-1945
- Caballero en 1947, posteriormente oficial en 1961 de la Legión de honor.
- Comendador en la Ordre des palmes académiques (Orden de las Palmas Académicas).
- Medalla de oro de los deportes.
- Laureado de la Sociedad Química de Francia en 1934, de la Academia de las Ciencias en 1935 y 1948, de la Sociedad de Geografía en 1946 y del Instituto de Francia en 1953.
- Numerosos premios, becas y concesiones para sus trabajos sobre la energía solar, el Gran Premio de la Energía, el Gran Premio Científico de la Ciudad de París y el Farrington Daniels del Solar Energy Society.

## Obras
- Le mystère de la Henne Morte
- Traité de Spéléologie
- Que sais-je? n° 455 : les eaux souterraines